# Sanjurge
Sanjurge is een plaats (freguesia) in de Portugese gemeente Chaves en telt 373 inwoners (2001).